# I giljotinens skugga
I giljotinens skugga (engelska: A Tale of Two Cities) är en brittisk dramafilm från 1958 i regi av Ralph Thomas.
Filmen är baserad på Charles Dickens roman Två städer.

## Rollista i urval
- Dirk Bogarde - Sydney Carton
- Dorothy Tutin - Lucie Manette
- Paul Guers - Charles Darnay
- Marie Versini - Marie Gabelle
- Ian Bannen - Gabelle
- Cecil Parker - Jarvis Lorry
- Stephen Murray - doktor Manette
- Athene Seyler - Miss Pross
- Alfie Bass - Jerry Cruncher
- Ernest Clark -  Stryver
- Rosalie Crutchley - Madame Defarge
- Freda Jackson - The Vengeance
- Duncan Lamont - Ernest Defarge
- Christopher Lee - markis St. Evremonde
- Leo McKern - kronjuristen
- Donald Pleasence - John Barsad
- Eric Pohlmann - Sawyer
- Sam Kydd - Joe
- Peter Copley - Mellor
- Robert Rietti - juryns talesman